# Heißrecycler
Der Heißrecycler (auch Remixer oder seltener Rückformer genannt) ist eine Baumaschine, die im Straßen- und Wegebau zum Einsatz kommt. Mit seiner Hilfe werden im sogenannten Heißrecycling-Verfahren beschädigte Asphaltschichten vor Ort ausgebaut, aufbereitet und anschließend wieder eingebaut.

## Anwendung
Beim Heißreycling-Verfahren bewegt sich der Heißrecycler in der Mitte des Arbeitszuges. Die Maschine lockert zunächst den von der Heizmaschine aufgewärmten Asphalt auf und befördert das Material anschließend in den Zwangsmischer. In diesem Schritt kann bei Bedarf neues Mischgut über den Mischgutkübel und neues Bitumen über die Einsprühanlage zugegeben werden. Das gemischte Material gelangt dann zur Einbaubohle und wird mit ihr vorverdichtet eingebaut (vergleichbar mit einem gewöhnlichen Schwarzdeckenfertiger).

## Normen und Standards
Deutschland
- Merkblatt für das Rückformen von Asphalttragschichten (M RF)